# Fallopia cilinodis
Fallopia cilinodis (Michx.) Holub – gatunek rośliny z rodziny rdestowatych (Polygonaceae Juss.). Występuje naturalnie w środkowej i wschodniej części Kanady oraz północnych i wschodnich Stanach Zjednoczonych.

## Rozmieszczenie geograficzne
Rośnie naturalnie w środkowej i wschodniej części Kanady oraz północnych i wschodnich Stanach Zjednoczonych. W Kanadzie spotykany jest w prowincjach Saskatchewan, Manitoba, Ontario, Quebec, Wyspa Księcia Edwarda, Nowy Brunszwik i Nowa Szkocja oraz na wyspie Nowa Fundlandia. W Stanach Zjednoczonych występuje w Connecticut, Georgii, Iowa, Illinois, Indianie, Massachusetts, Marylandzie, Maine, Michigan, Minnesocie, Karolinie Północnej, New Hampshire, New Jersey, stanie Nowy Jork, Ohio, Pensylwanii, Rhode Island, Tennessee, Wirginii, Vermoncie, Wisconsin oraz Wirginii Zachodniej.

## Morfologia
PokrójBylina dorastająca do 1–5 m wysokości. Pędy czasami bywają pnące.
LiścieIch blaszka liściowa ma owalnie sercowaty, oszczepowato sercowaty lub strzałkowato sercowaty kształt od równowąskiego do równowąsko lancetowatego. Mierzy 2–6 cm długości oraz 2–5 cm szerokości, o sercowatej nasadzie i wierzchołku od ostrego do spiczastego. Ogonek liściowy jest nagi i osiąga 1–6 cm długości. Gatka ma obły kształt i brązową barwę, dorasta do 3–4 mm długości.
KwiatyZebrane w wiechy o długości 4–10 cm, rozwijają się w kątach pędów lub na ich szczytach. Mają 5 listków okwiatu o eliptycznym kształcie i barwie od białej do zielonkawej, zewnętrzne są skrzydlate i rosną po przekwitnięciu (do 1–2 mm długości). Pręcików jest 6–8.
OwoceTrójboczne niełupki o jajowatym kształcie i czarnej barwie, osiągają 3–4 mm długości.

## Biologia i ekologia
Rośnie w zaroślach, na stokach oraz nieużytkach. Występuje na wysokości do 900 m n.p.m. Kwitnie od czerwca do października.

## Ochrona
Fallopia cilinodis na wyspie Nowa Fundlandia oraz w Indianie, Ohio i Tennessee ma status gatunku krytycznie zagrożonego, w New Jersey oraz Wirginii Zachodniej jest zagrożony, natomiast w Marylandzie, Karolinie Północnej i Wirginii jest uznawany za gatunek narażony.